# Airball
Als Airball (englisch air ball ‚Luftball‘) wird der Wurfversuch eines Spielers im Basketball bezeichnet, bei dem der Ball den Korb komplett verfehlt und weder den Ring noch das Brett der Korbanlage berührt.
Der Begriff ist negativ konnotiert. Das Werfen eines Airballs gilt unter Spielern wie Zuschauern nicht als gewöhnlicher Fehlversuch, sondern wird ironisch bis hämisch kommentiert. Airballs kommen im professionellen Basketball hauptsächlich in Spielsituationen mit Distanzwürfen jenseits der Drei-Punkte-Linie vor.
Dem langjährigen Kommentator der Los Angeles Lakers, Chick Hearn, wird gelegentlich zugeschrieben, die Phrase populär gemacht zu haben. Englische Wörterbücher wie das Merriam-Webster’s Collegiate Dictionary geben 1967 als Jahr des ersten belegten Gebrauchs dieses Wortes an. Das Oxford English Dictionary verweist auf einen Artikel der in Hayward (Kalifornien) erschienen Daily Review vom 29. Januar 1967, in dem es heißt: „Cal State, four times lofting air balls at an orange basket that may as well have been painted invisible.“ Andernorts ist der Ausdruck 1968 an der Westküste, 1971 an der Ostküste der USA belegt; später wird er von Gruppen im Publikum als Schmähgesang vorgetragen.